# Alexander Gerst
Alexander Gerst (* 3. května 1976 Künzelsau, Bádensko-Württembersko, Německo) je německý geofyzik a od roku 2009 člen oddílu astronautů Evropské kosmické agentury (ESA). Svůj první, půlroční, kosmický let zahájil koncem května 2014 jako člen Expedice 40/41 na Mezinárodní vesmírné stanici (ISS). Podruhé na ISS pracoval od června do prosince 2018 v rámci Expedice 56/57.

## Mládí, geofyzik
Alexander Gerst pochází z jihoněmeckého Künzelsau v Bádensku-Württembersku, narodil se 3. května 1976. Roku 1995 maturoval na Technickém gymnáziu v Öhringenu. O čtyři roky později získal hodnost bakaláře v oboru fyzika a geofyzika na Univerzitě Karlsruhe. Roku 2003 dokončil magisterské studium geofyziky na Viktoriině univerzitě ve Wellingtonu. Od roku 1998 se účastnil výzkumných prací, včetně expedic do Antarktidy. V letech 2001–2003 na Novém Zélandu vyvíjel nové techniky sledování sopek s cílem zdokonalit předpovědi jejich aktivity. Od roku 2004 pracoval v Institutu geofyziky Univerzity v Hamburku (Institut für Geophysik Universität Hamburg). Studoval zde dynamiku vulkanických erupcí, zejména procesy uvolňování energie během prvních sekund sopečných erupcí. V zájmu výzkumu navštěvoval aktivní sopky po celém světě, zejména v Antarktidě.

## Astronaut
Roku 2008 se přihlásil do 4. náboru astronautů Evropské kosmické agentury (ESA), uspěl a 20. května 2009 byl zařazen do oddílu astronautů ESA. Základní výcvik v Evropském astronautickém středisku (European Astronaut Centre) v Kolíně nad Rýnem oficiálně zakončil 22. listopadu 2010.
V srpnu 2011 byl zařazen do posádky Expedice 40/41 na Mezinárodní vesmírnou stanici (ISS). ESA jeho jmenování oficiálně oznámila 18. září 2011.
Do vesmíru vzlétl 28. května 2014 na palubě Sojuzu TMA-13M ve funkci palubního inženýra lodi, společně s Maximem Surajevem a Gregory Wisemanem. Po necelých šesti hodinách letu se Sojuz spojil se stanicí ISS a kosmonauti se zapojili do práce Expedice 40. Na stanici sloužil ve funkci palubního inženýra Expedice 40 a 41, jednou vystoupil do vesmíru. Na Zem se s kolegy vrátil 10. listopadu 2014.
V polovině roku 2016 byl opět zařazen do posádky ISS, tentokrát v rámci Expedice 56/57. Do vesmíru vzlétl 6. června 2018 v Sojuzu MS-09, společně se Sergejem Prokopjevem a Serenou Auñónovou. Trojice kosmonautů zamířila k ISS. Na stanici pracoval zprvu ve funkci palubního inženýra, od začátku října jako velitel stanice. Dne 20. prosince 2018 se ve stejné sestavě posádka Sojuzu MS-09 vrátila na Zem. Jejich let trval 196 dní, 17 hodin, 49 minut.